# Исидор (Колоколов)
Епископ Иси́дор (в миру Пётр Алекса́ндрович Колоколов; 3 апреля 1866, Санкт-Петербург — 20 сентября 1918, Вятка) — епископ Русской православной церкви.

## Биография
Родился 3 апреля 1866 года в городе Санкт-Петербурге в семье учителя гимназии, коллежского асессора.
В 1887 году окончил Санкт-Петербургскую духовную семинарию по первому разряду и поступил в Санкт-Петербургскую духовную академию при Александро-Невской лавре.
28 сентября 1888 года по благословению митрополита Санкт-Петербургского Исидора (Никольского) в Троицком соборе лавры ректором духовной академии епископом Антонием (Вадковским) был пострижен в монашество с наречением имени Исидор. 17 октября того же года рукоположён в сан иеродиакона.
В сане иеродиакона он служил в Александро-Невской лавре в течение трёх лет, и 28 апреля 1891 года был рукоположён в иеромонаха.
Завершив академический курс со степенью кандидата богословия (был 32-м по успеваемости), 4 июля 1891 года был назначен преподавателем Тифлисской духовной семинарии.
В том же году назначен членом совета Общества восстановления православного христианства на Кавказе.
24 сентября 1891 года экзарх Грузии архиепископ Палладий поручил ему вести собеседования с сектантами города Тифлиса и назначил епархиальным миссионером.
25 декабря 1891 года экзарх Грузии архиепископ Палладий за Божественной литургией удостоил Исидора права ношения набедренника.
В марте 1892 года Святейший синод наградил иеромонаха Исидора наперсным крестом.
В апреле 1892 года командирован в Елисаветпольскую и Эриванскую губернии, где исследовал положение сектантов и вёл непосредственно собеседования с ними.
18 июля 1892 года назначен инспектором Тифлисской духовной семинарии.
20 января 1893 года Святейший синод отозвал иеромонаха Исидора из Тифлиса в Санкт-Петербург, где его назначили исполняющим обязанности инспектора Санкт-Петербургской духовной академии. Из дневника начальника архива Святейшего синода Аполлинария Львова: «Исидор, пригодный только б[ыть] м[ожет] для преподавания в духовном училище, взойдя на академическую кафедру, с апломбом заявил студентам о своем полном невежестве, что он может читать только по книге, что не будет в претензии, если студенты не будут ходить к нему на лекции, но будет преследовать тех, которые не пойдут в церковь, п[отому] ч[то] это гораздо важнее всяких лекций, всякой науки. Студенты, пораженные этой развязностью, стали ему хлопать. Говорят, впрочем, что некоторые совершенно искренно».
26 марта того же года 27-летний иеромонах Исидор был возведён митрополитом Палладием в сан архимандрита и утверждён инспектором академии. По воспоминаниям профессора Александра Катанского, архимандрит Исидор получил эту должность по протекции митрополита Палладия (Раева), «несмотря, как слышно было, на сильные возражения в Св. Синоде против этого назначения».
Из дневника Аполлинария Львова: «Не хочется как-то верить случившемуся, хотя, к сожалению, это факт. Притычкинский постриженник-ставленник и палладиевский любимец, новоиспеченный архимандрит, I инспектор Академии Исидор попался в педерастии с студентом 1-го курса. Когда дело обнаружилось и доложили Палладию, то он будто бы сказал: „Всю Академию разгоню, никого и ничего не оставлю, а Исидора не позволю тронуть“. Однако студенты, составив круговую между собою поруку, то есть подписавши акт о действиях Исидора, в количестве более сотни человек, заявили об этом письменно Об[ер]-Прокурору, и тот побудил Палладия отказаться от своего намерения защищать невозможное <…> Рассказывают, что Палладий хотел во что бы то ни стало замять это дело и не велел ректору даже выходить из Академии, а равно и студентам не велено было ходить в город. Надеялся, что этим путём сохранится тайна». По воспоминаниям профессора Александра Катанского, «начались сильные волнения студентов, с подачей ими заявления К. П. Победоносцеву, не коллективно, впрочем, а от имени каждого студента в отдельности, согласно полученному ими от обер-прокурора дозволению». Упоминает об этом происшествии профессор Николай Глубоковский в письме к Василию Розанову.
Тем не менее архимандрит Исидор не был сразу уволен из Академии, а первоначально получил трёхмесячный отпуск. По воспоминаниями Львова, уезжая, он говорил, что чрез три месяца вернётся.
В августе 1893 года командирован в ведение епископа Ставропольского и Краснодарского Агафодора (Преображенского) для исполнения обязанностей епархиального миссионера «по предложению, без сомнения, митрополита Палладия, который продолжал верить в необыкновенные будто бы, миссионерские способности архимандрита Исидора».
11 февраля 1894 года прибыл в старообрядческий Никольский скит близ вблизи станицы Кавказской, который он тогда же обратил в Кавказский Никольский миссионерский монастырь. В издании «Старообрядчество. Лица, предметы, события и символы. Опыт энциклопедического словаря» С. Г. Вургафта и И. А. Ушакова данный эпизод описан так: «Под тем предлогом, что желает ознакомиться с храмом Никольского старообрядческого мужского монастыря близ станицы Кавказской, он вошёл в церковь в сопровождении всего лишь одного ветхого старообрядческого инока, и вдруг бывшие с ним два служки достали из своих узелков священническое облачение и все необходимое к службе. Оттеснив в сторону пораженного святотатством инока, миссионер начал свое богослужение. Ожидавшая его знака сотня казаков тут же захватила монастырь, который с той минуты был объявлен единоверческим. Инокам-старообрядцам было приказано убираться на все четыре стороны. Отобранный монастырь Исидор сделал своей резиденцией». Резолюцией епископа Агафодора архимандрит Исидор назначен управляющим этим монастырём.
13 марта 1896 года назначен настоятелем Переяславского Никитского монастыря Владимирской епархии. В этот период он был членом уездного Переяславского училищного совета, а также председателем правления Общества вспомоществования нуждающимся ученикам Переяславского духовного училища.
29 июля 1899 года указом Святейшего синода вызван на череду священнослужения и проповеди Слова Божия в Санкт-Петербург. 8 августа митрополит Антоний (Вадковский) назначил его к присутствию в первой экспедиции Санкт-Петербургской духовной консистории.
7 июня 1900 года переведён настоятелем московского Златоустова монастыря.

### Викарный епископ
16 марте 1902 года император Николай II утвердил Всеподданнейший доклад св. Синода о «бытии настоятелю Московского Златоустовского монастыря Исидору епископом Новгород-Северским, викарием Черниговской епархии». 16 марта состоялось его наречение во епископа Новгород-Северского, викария Черниговской епархии.
12 мая 1902 года в Черниговском Спасо-Преображенском соборе хиротонисан в епископа Новгород-Северского, викария Черниговской епархии. Хиротонию совершили: епископ Черниговский Антоний (Соколов), епископ Курский Лаврентий (Некрасов), епископ Минский Михаил (Темнорусов) и епископ Прилукский Гедеон (Покровский). Став епископом Новгород-Северским, одновременно стал управляющим Черниговским Елецким Успенским монастырём.
За время пребывания в Чернигове избран действительным членом Императорского Православного Палестинского общества и удостоили серебряного знака.
4 ноября 1903 года назначен епископом Балахнинским, викарием Нижегородской епархии.
По прибытии в Нижний Новгород епископ Исидор вступил в права настоятеля Печерского Вознесенского монастыря, где епископ Нижегородский и Арзамасский Назарий (Кириллов), вручил ему список дел, подлежащих его рассмотрению и участию — о замещении вакантных псаломщических мест, об увольнении псаломщиков заштат по прошениям, об утверждении в должности церковных старост, об исправлении метрических записей, выдаче свидетельств о правах по рождению, рассмотрение ведомостей, представляемых окружными духовниками, о бывших и небывших у исповеди священноцерковнослужителях и прочие текущие епархиальные дела.
24 ноября 1903 года, по инициативе епископа Нижегородского и Арзамасского Назария, епископ Исидор принял на себя председательство в Советах нижегородских Братств — святого Креста и во имя святого блгв. князя Георгия Всеволодовича. В том же году Владыка Исидор был утверждён в должности председателя Епархиального училищного совета. Читал лекции и вёл диспуты в доме Георгиевского братства.
Был участником торжеств в Саровском монастыре по случаю прославления преподобного Серафима Саровского.
Постоянно служил в стенах Печерского монастыря, а также совместно с Преосвященным Назарием в Спасо-Преображенском кафедральном соборе. Выезжал на служение престольных праздников в приходы и монастыри Нижегородской епархии.
Принимал участие в формировании право-монархических организаций в Нижнем Новгороде. По сообщению А. А. Фоменкова, епископ Исидор был одним из организаторов Союза «Белое знамя». Он возглавлял первые монархические манифестации в октябре 1905, освящал хоругвь Союза.
10 ноября 1906 года назначен епископом Михайловским, викарием Рязанской епархии.
24 ноября 1906 года епископ Исидор простился с епископом Нижегородским Назарием, членами Духовной консистории, братией Печерского монастыря, отслужив литургию в котором, отбыл из Нижнего Новгорода в ведение епископа Рязанского Никодима (Бокова).
В 1908 году принял председательство в Рязанском епархиальном миссионерском совете.

### На покое
26 мая 1911 года за «деяния, недостойные сана епископа» лишён кафедры епископа Михайловского. С этого времени проживал в Валаамском Спасо-Преображенском монастыре. 19 октября откомандирован в распоряжение епископа Омского с назначением местопребывания в Покровском общежительном монастыре, а 9 декабря назначен управляющим Омским Покровским монастырем.
В июне 1913 года освобождён от управления монастырём с назначением местопребывания в Александро-Невском Филейском монастыре Вятской епархии.
В декабре того же года перемещён в Трифоновский Успенский монастырь той же епархии. Прослужил там три года, но там оскандалился, возникло «дело епископа Исидора». В результате в 1916 указом Святейшего Синода направлен в Спасо-Каменный монастырь Вологодской епархии, где с него были сняты мантия и панагия и ему было запрещено служить.
Благодаря заступничеству митрополита Петроградского Питирима (Окнова) он был назначен управляющим на правах настоятеля Тюменского Свято-Троицкого монастыря, где ему довелось познакомиться со знаменитым Григорием Распутиным, который часто посещал Тюменский монастырь, живя в Тобольской губернии.
Распутин сделал возможным приезд епископа Исидора в Петроград и сблизил его с императрицей Александрой Фёдоровной, а через неё и с императором Николаем II. В одном из писем к супругу Александра Фёдоровна упоминала: «Провела чудный вечер с нашим другом и с Исидором <…> Он несравненно выше митрополита [Питирима] по духу, с Гр[игорием] один продолжает то, что начинает другой, — этот епископ держится с Гр[игорием] с большим почтением. Царило мирное настроение… — это была чудная беседа!»
В книге Олега Платонова «Жизнь за царя» епископ Исидор называется ближайшим другом Распутина в последние месяцы его жизни, приводятся сведения охранного отделения, по которым епископ встречался с Распутиным за эти последние месяцы 56 раз.
По некоторым данным в конце 1916 года предполагалось назначение епископа Исидора викарием Новгородской епархии.
17 декабря 1916 года Распутин в результате заговора был убит. Арон Симанович, секретарь Распутина, в своих воспоминаниях рассказывает, как в декабре 1916 года вместе с епископом Исидором искали они Григория Распутина по всему Петрограду, почувствовав, что тому грозит убийство, как заходили в полицейский участок, во дворец князей Юсуповых, заподозрив в князе Юсупове одного из убийц. О событиях, случившихся после обнаружения убитого, Симанович пишет: «Тело Распутина доставили в Чесменскую часовню, которая находилась по дороге из Петербурга в Царское Село. Скоро туда прибыли дочери и племянницы Распутина… По приказанию царицы доступ в часовню был воспрещён. Дочери Распутина привезли с собой бельё и платье. Тело омыли и одели. Епископ Исидор отслужил панихиду. Мы просили об этом митрополита Питирима, но он ответил, что убийство Распутина его слишком расстроило».
Февральский переворот, последовавший в 1917 году, повлёк за собой снятие 12-ти архиереев, которых удалили со своих кафедр. Поскольку его дружба с Григорием Распутиным и императрицей Александрой Фёдоровной была хорошо известна, а в условиях революции это считалось достаточным обвинением. 8 марта 1917 года епископ Исидор был уволен от управления Тюменским Свято-Троицким монастырём и перемещён в число братии Свияжского монастыря Казанской епархии.
С июня 1917 года, как следует из протокола допроса, Исидор (Колоколов) с июня 1917 по день ареста 6 сентября 1918 года снова проживал в Вятке, «в связи с невозможностью ехать лечиться на юг по поводу хронического воспаления лёгких, соединённого с астмой». Там же он отмечает, что «Против большевиков нигде не выступал, декрет об отделении Церкви от государства приветствовал».
Один из активных участников установления советской власти в Вятке Алексей Трубинский в своих воспоминаниях указывает: «Появился он в Вятке в плохой одежде, в рваных сапогах, на голове наскоро сшитая тёплая камилавка, в которую он собирал подаяния для нищих. Этот тип пробрался в комитет нищих и стал его председателем… Епископ не любил рассказывать о Гришке Распутине или о царской семье, в таких случаях он отделывался фразой: „У меня плохо работает голова… Не помню всего и могу перепутать…“ Несмотря на свои юродства и маскировку, Исидор всё-таки сумел снюхаться с подпольными вятскими контрреволюционерами, тут его голова хорошо работала, за что впоследствии он и был изъят ЧК по борьбе с контрреволюцией…»
Краевед Д. Н. Фетинин в книге «Рассказ о легендарном начдиве» пишет: «Лабазники, извозчики и прочий черносотенный сброд группировались подле епископа Исидора, нашедшего себе пристанище в Филейском монастыре».

### Арест и расстрел
6 августа был арестован Уральской областной чрезвычайной комиссией.
В следственном деле хранится прошение вятского братства попечения о слепых, ходатайствующих за его освобождение: «Мы свидетельствуем, что епископ Исидор с утра до вечера бескорыстно трудился для детей вятского пролетариата, устроил для них приют. Для нас, слепых, со сборами и хлопотами было куплено место с шестью домами, на доходы с которых мы и живём теперь. Перед праздником Пасхи он по подписному листу собрал на содержание нашего общества около 2 тысяч рублей, кроме того, выхлопотал у советской власти 3 тысячи рублей на наше содержание. Глубоко благодарны епископу Исидору за его труды и заботы о бедных и слепых…»
В приговоре от 19 августа епископу Исидору и иеромонаху Флавиану никаких реальных обвинений им предъявлено не было, кроме «как монархистов и контрреволюционеров расстрелять». Сами обвиняемые вины за собой не чувствовали. В деле подшито их письмо из вятской тюрьмы в Уральскую областную ЧК следующего содержания: «Мы держались мировоззрения коммунистов (социализм с равенством всех) на основании того, что у Христа было всё общее, никто ничего не называл своим и верующие составляли коммуну, но не имеем права по нашему духовному сану принадлежать к политическим партиям. Будучи свободными от епархиальной службы, мы трудились безвозмездно. Мы вполне и безусловно подчиняемся существующей в России власти и принимаем к немедленному исполнению её декреты и распоряжения. Наш арест — недоразумение, и мы просим освободить нас и возвратить к посильному труду на пользу народа». И подпись: «Граждане Российской Социалистической Советской Федеративной республики епископ Исидор и иеромонах Флавиан. 15 сентября 1918 года».
Расстрелян 20 сентября 1918 года. Епископа расстреляли в первую очередь. Одновременно с епископом Исидором и монахом Флавианом были расстреляны ещё 15 вятчан, в том числе 67-летний фотомастер Пётр Григорьевич Тихонов.

## После смерти
Протоиерей Пётр Булгаков уже в эмиграции в своих воспоминаниях «Патриарший курс», написанных в 1925 году, так написал об епископе Исидоре: «Жизнь и труды епископа Исидора (Колоколова) заслуживают внимания не только поклонников „учёного“ монашества, но и врачей-психопатологов…»
Протопресвитер Михаил Польский, бежавший в 1930 году на Запад, в своей книге «Новые мученики российские» написал, что епископ Исидор «умерщвлён в Самаре, будучи посажен на кол». Эта ошибка тиражировалась и в дальнейшем.
В дальнейшем опираясь на это неточное свидетельство протопресвитера Михаила Польского и не имея точных данных о его жизни, Русская Зарубежная Церковь внесла имя епископа Илариона в черновой поимённый список новомучеников и исповедников российских при подготовке канонизации, совершённой РПЦЗ в 1981 году. Список новомучеников был издан только в конце 1990-х годов.
Был реабилитирован посмертно в 1993 году (справка о реабилитации хранится в его деле).
В 2007 году предстоятель Русской православной старообрядческой церкви Митрополит Корнилий (Титов) сказал, что Исидор (Колоколов) считается новообрядцами святым священномучеником и такого рода высказывания разрушают «наш межцерковный диалог»
Публицист Анатолий Степанов в 2008 году завершает статью о епископе Исидоре словами: «Клеветнические обвинения до сих пор тяготеют над его именем, они помешали и решению о его церковном прославлении».
В телефильме «Григорий Р.», вышедшем на экраны в 2014 году, Исидора сыграл актёр Леонид Мозговой.